# Dennis Knoll
Der Dennis Knoll ist ein 400 m Hügel an der Südwestküste von Black Island im antarktischen Ross-Archipel. Er ragt mit eisfreiem Westhang 3 km südwestlich des Mount Vision auf.
Das Advisory Committee on Antarctic Names benannte ihn 2007 nach Dennis Hoffman, der 2006 auf 20 Jahre in den Diensten des United States Antarctic Program unter anderem als Zimmerer und Computertechniker zurückblicken konnte.